# 爆走おとな小学生
爆走おとな小学生（ばくそうおとなしょうがくせい）は、日本の演劇ユニット。略称は「おと小」。2015年7月6日旗揚げ。

## 概要
合同会社otonaproによるプロデュース団体として2015年7月に発足。同年9月に旗揚げ公演が行われた。
脚本・演出は主に加藤光大が務めており、殺陣やダンスを取り入れたエンターテイメント性の強い作品を年間6〜8本のペースで上演している。
2023年12月8日、爆走おとな小学生オフィシャルファンクラブ【保護者総会】設立に伴い、公式ブログをamebloから(otonashogakusei-fc.com)に移行した。

## メンバー
- 山田裕太
- 石原美沙紀
- 小阪崇生
- 森田はるき
- 野田克哉
- 花塚廉太郎
- 三島京華
- 星野美夢
- 茶々原ゆゆ
- 秋山歩
- 市倉あかり

### 過去に在籍したメンバー
- 永田隆馬
- 松村恭平
- 萩谷さつき
- 宮下奏
- 冬陽田奏心
- 本野ちはる
- 松井ヒロム
- 椎野ありさ
- 千歳まち
- 石田未来
- とよたかなみ
- 相澤香純
- 金田明秀
- 諏訪英人
- 林千浪
- 白鳥優菜
- 中藤充紀
- 加藤匠悟

## 公演作品
| タイトル | 開催年月日                     | 会場                                     | 公演数   | 備考 |
| --- | ------------------------------ | ---------------------------------------- | -------- | --- |
| ［Otona Project 第一弾］ 第一回全校集会 『勇者セイヤンの物語（仮）』                                                      | 2015年9月11日 - 13日           | 千本桜ホール                             | 全6公演  | 脚本・演出：加藤光大 客演：和栗みゆ、平井麗奈、葛城あさみ ほか                                                                         |
| ［Otona Project 第二弾］ 第一回課外授業 『私私私立下等高等学校〜3年1組異常科専攻〜』                                      | 2015年12月10日 - 13日          | 池袋GEKIBA                               | 全7公演  | 脚本：和久井大城／演出：永田隆馬 客演：和久井大城、橘杏 ほか                                                                           |
| ［Otona Project 第三弾］ 第二回全校集会 『勇者セイヤンの物語（真）』                                                      | 2016年3月24日 - 27日           | 新宿村LIVE                               | 全7公演  | 脚本・演出：加藤光大 客演：白井那奈、石川正人 ほか                                                                                     |
| ［Otona Project 第四弾］ 第二回課外授業 『転校生革命』                                                                    | 2016年7月26日 - 31日           | シアターKASSAI                           | 全10公演 | 脚本：畑雅文／演出：村上芳 客演：青山ひかる、水崎綾、真奈 ほか                                                                         |
| ［Otona Project 第五弾］ 第三回全校集会 『初等教育ロイヤル』                                                              | 2016年11月23日 - 27日          | 新宿村LIVE                               | 全10公演 | 脚本・演出：加藤光大 客演：瀬戸啓太、橘花凛 ほか                                                                                       |
| ［Otona Project 第六弾］ 第一回特別授業 『46億年ゼミ』                                                                    | 2017年1月12日 - 15日           | 中目黒キンケロ・シアター                 | 全7公演  | 脚本：畑雅文／演出：加藤光大 客演：橘花凛、愛川こずえ、野々宮ミカ、遥奈瞳 ほか                                                         |
| ［Otona Project 第七弾］ 第三回課外授業 『私私私立下等高等学校 〜3年1組異常科専攻〜-再演-』                               | 2017年3月23日 - 26日           | 東長崎てあとるらぽう                     | 全7公演  | 脚本・演出：和久井大城 客演：西澤翔、葛城あさみ、花梨 ほか                                                                             |
| ［Otona Project 第八弾］ 第二回特別授業 『すてきな三にんぐみ』                                                            | 2017年6月1日 - 4日             | 中目黒キンケロ・シアター                 | 全7公演  | 原作：トミー・アンゲラー／脚本：千歳まち／演出：加藤光大 客演：辰巳シーナ、野々宮ミカ ほか                                             |
| ［Otona Project 第九弾］ 第四回全校集会 『勇者セイヤンの物語（真）-再演-』                                                | 2017年7月26日 - 30日           | CBGKシブゲキ!!                           | 全9公演  | 脚本・演出：加藤光大 客演：佐川大樹、大森美優、橋本真一 ほか                                                                           |
| ［Otona Project 第十弾］ 第五回全校集会 『勇者セイヤンの物語（仮）-再演-』                                                | 2017年11月8日 - 12日           | CBGKシブゲキ!!                           | 全9公演  | 脚本・演出：加藤光大 客演：佐川大樹、西本りみ、篠田みなみ、川隅美慎 ほか                                                               |
| ［Otona Project 第十一弾］ 第三回特別授業 『ヲトメ噺〜女学生見聞録鍵奇譚〜』                                              | 2017年12月13日 - 17日          | 中目黒キンケロ・シアター                 | 全9公演  | 脚本：千歳まち／演出：加藤光大 客演：高橋紗妃、酒井萌衣 ほか                                                                           |
| ［Otona Project 第十二弾］ 第四回課外授業 『スペシャルな恋もベタにオンリー』                                              | 2018年2月20日 - 25日           | コフレリオ 新宿シアター                  | 全10公演 | 脚本：畑雅文／演出：加藤光大 客演：平井浩基、仲谷明香 ほか                                                                             |
| ［Otona Project 第十三弾］ 第六回全校集会 『初等教育ロイヤル-再演-』                                                      | 2018年4月4日 - 8日             | シアターサンモール                       | 全9公演  | 脚本・演出：加藤光大 客演：佐川大樹、山下まみ、会沢紗弥 ほか                                                                           |
| ［Otona Project 第十四弾］ 第五回課外授業 『ゴリラ〜GORILLA〜』                                                           | 2018年4月18日 - 22日           | 中目黒キンケロ・シアター                 | 全9公演  | 脚本：村上芳／演出：シトミ祐太朗 客演：梶原颯、髙橋果鈴、中村太郎 ほか                                                                 |
| ［Otona Project 第十五弾］ 第四回特別授業 『こっちにおいで、ジョセフィーヌ』                                              | Soleil： 2018年5月16日 - 20日  | 新宿村LIVE                               | 全10公演 | 脚本：和久井大城／演出：加藤光大 客演：大久保聡美、立道梨緒奈、仲谷明香、髙橋果鈴、片岡沙耶 ほか                                       |
| ［Otona Project 第十五弾］ 第四回特別授業 『こっちにおいで、ジョセフィーヌ』                                              | Pluie： 2018年5月23日 - 27日   | 新宿村LIVE                               | 全10公演 | 脚本：和久井大城／演出：加藤光大 客演：大久保聡美、立道梨緒奈、仲谷明香、髙橋果鈴、片岡沙耶 ほか                                       |
| ［Otona Project 第十六弾］ 第六回課外授業 『流さないラジオ』                                                              | 2018年6月19日 - 24日           | コフレリオ 新宿シアター                  | 全10公演 | 脚本：和久井大城／演出：林千浪／監修：加藤光大 客演：古畑恵介、森岡悠、室龍規 ほか                                                     |
| ［Otona Project 第十七弾］ 第七回全校集会 『勇者セイヤンの物語 〜ノストラダム男の大予言〜』                               | 2018年7月25日 - 29日           | CBGKシブゲキ!!                           | 全9公演  | 脚本・演出：加藤光大 客演：佐川大樹、佐藤日向、田辺留依 ほか                                                                           |
| ［Otona Project 第十八弾］ 第五回特別授業 『あたしをくらえ。』                                                            | team V： 2018年10月11日 - 15日 | 新宿村LIVE                               | 全8公演  | 脚本：和久井大城／演出：林千浪／監修：加藤光大 客演：南早紀、和久井優、西本りみ ほか                                                   |
| ［Otona Project 第十八弾］ 第五回特別授業 『あたしをくらえ。』                                                            | team B： 2018年10月17日 - 21日 | 新宿村LIVE                               | 全9公演  | 脚本：和久井大城／演出：林千浪／監修：加藤光大 客演：南早紀、和久井優、西本りみ ほか                                                   |
| ［Otona Project 第十九弾］ 第七回課外授業 『舞台版「魔法少女(？)マジカルジャシリカ」 ♡アニメ版なんてありません♡』         | 2018年11月7日 - 11日           | シアターグリーン BIG TREE THEATER        | 全9公演  | 脚本・演出：加藤光大 客演：梶原颯、岡本尚子、丸山正吾 ほか                                                                             |
| ［Otona Project 第二十弾］ 第二十回公演記念授業 『ヤキソバチルドレン』                                                    | 2018年12月28日 - 30日          | 新宿村LIVE                               | 全5公演  | 脚本・演出：加藤光大 ／原案・音楽プロデュース：佐川大樹 客演：佐川大樹、春川芽生、会沢紗弥、橋本真一 ほか                              |
| ［Otona Project 第二十一弾］ 第八回課外授業 『CRIMINAL』                                                                  | 2019年1月4日 - 6日             | 新宿村LIVE                               | 全5公演  | 脚本・演出：足立英昭 ／監修：加藤光大 客演：川隅美慎、河原田巧也、永田彬、髙木俊 ほか                                                  |
| ［Otona Project 第二十二弾］ 第八回全校集会 『舞台版「魔法少女(？)マジカルジャシリカ」 ☆第壱磁マジカル大戦☆』             | 2019年3月13日 - 17日           | シアターサンモール                       | 全9公演  | 脚本・演出：加藤光大 客演：伊藤節生、斎藤亜美、富田麻帆 ほか                                                                           |
| ［Otona Project 第二十三弾］ 第九回全校集会 『舞台版「魔法少女(？)マジカルジャシリカ」 ♡アニメ版なんてありません♡-再演-』 | 2019年4月10日 - 14日           | CBGKシブゲキ!!                           | 全9公演  | 脚本・演出：加藤光大 客演：河原田巧也、渡邉駿輝、吉岡茉祐、山下まみ ほか                                                               |
| ［Otona Project 第二十四弾］ 第十回全校集会 『初等教育ロイヤル-再再演-』                                                  | 東京： 2019年5月29日 - 6月2日  | 全労済ホール／スペース・ゼロ             | 全9公演  | 脚本・演出：加藤光大 客演：山中翔太、小山百代、山下まみ、会沢紗弥、伊藤節生 ほか                                                       |
| ［Otona Project 第二十四弾］ 第十回全校集会 『初等教育ロイヤル-再再演-』                                                  | 大阪： 2019年6月20日 - 23日    | ABCホール                                | 全7公演  | 脚本・演出：加藤光大 客演：山中翔太、小山百代、山下まみ、会沢紗弥、伊藤節生 ほか                                                       |
| ［Otona Project 第二十五弾］ 第九回課外授業 『ミーンナジブンガカワユス』                                                  | 2019年7月23日 - 28日           | 劇場MOMO                                 | 全10公演 | 脚本・演出：和久井大城 客演：上田悠介、梅田悠、柴小聖                                                                                  |
| ［Otona Project 第二十六弾］ 第十一回全校集会 『舞台版「魔法少女(？)マジカルジャシリカ -マジカル零-ZERO-」』              | 2019年9月4日 - 16日            | CBGKシブゲキ!!                           | 全16公演 | 脚本・演出：加藤光大 客演：河原田巧也、高橋紗妃、伊藤節生 ほか                                                                         |
| ［Otona Project 第二十七弾］ 第十二回全校集会 『勇者セイヤンの物語（仮）-再再演-』                                        | 2019年10月24日 - 28日          | シアター1010                             | 全8公演  | 脚本・演出：加藤光大 客演：太田将熙、小山百代、篠田みなみ、川隅美慎 ほか                                                               |
| ［Otona Project 第二十八弾］ 第十三回全校集会 『勇者セイヤンの物語（真）-再再演-』                                        | 東京： 2019年12月4日 - 8日     | 全労済ホール／スペース・ゼロ             | 全8公演  | 脚本・演出：加藤光大 客演：滝澤諒、太田将熙、井尻晏菜、伊藤節生、山田ジェームス武、橋本真一 ほか                                       |
| ［Otona Project 第二十八弾］ 第十三回全校集会 『勇者セイヤンの物語（真）-再再演-』                                        | 大阪： 2019年12月27日 - 30日   | 近鉄アート館                             | 全7公演  | 脚本・演出：加藤光大 客演：滝澤諒、太田将熙、井尻晏菜、伊藤節生、山田ジェームス武、橋本真一 ほか                                       |
| ［Otona Project 第二十九弾］ 第十回課外授業 『Office-9no1-』                                                              | 伊賀： 2020年2月27日 - 3月2日  | CBGKシブゲキ!!                           | 全7公演  | 脚本・演出：加藤光大 客演：髙木聡一朗、松本ひなた、長澤茉里奈、佐川大樹、白柏寿大 ほか                                                 |
| ［Otona Project 第二十九弾］ 第十回課外授業 『Office-9no1-』                                                              | 甲賀： 2020年3月4日 - 8日      | シアター1010                             | 全7公演  | 脚本・演出：加藤光大 客演：髙木聡一朗、松本ひなた、長澤茉里奈、佐川大樹、白柏寿大 ほか                                                 |
| ［Otona Project Special Stage］ 第一回通信授業 『パニッシュメントクレイン』                                               | 2020年5月16日 - 17日           | ワーサルシアター                         | 全4公演  | 脚本・演出：加藤光大 |
| ［Otona Project Special Stage］ 第二回通信授業 『〇〇学園人間観察部〜㊙︎bow厨賞受賞〜』                                    | 2020年6月20日 - 21日           | MsmileBOX 渋谷                           | 全4公演  | 脚本・演出：加藤光大 客演：小泉萌香、吉岡茉祐、西本りみ                                                                                |
| ［Otona Project 第三十弾］ 第十一回課外授業 『春の陽だまりの如し』                                                        | 2020年9月25日 - 27日           | シアター1010                             | 全5公演  | 脚本・演出：加藤光大 客演：広瀬彩海、吉田翔吾、丸山正吾、白柏寿大 ほか                                                                 |
| ［Otona Project Special Stage］ 林千浪1人芝居-Vol.1- 『ワタシ祓イ』                                                       | 2020年10月17日 - 18日          | アトリエファンファーレ高円寺             | 全5公演  | 脚本・演出：加藤光大 |
| ［Otona Project 第三十一弾］ 第一回PTA会議 『パニッシュメントクレイン』                                                   | 2020年10月29日 - 11月1日       | アトリエファンファーレ高円寺             | 全7公演  | 脚本・演出：加藤光大 客演：吉田翔吾、高田舟、広瀬彩海、渡邉ひかる、野元空                                                              |
| ［Otona Project 第三十二弾］ 第十四回全校集会 『初等教育ロイヤル(白組)』                                                  | 大阪： 2020年12月25日 - 27日   | COOL JAPAN PARK OSAKA TTホール           | 全5公演  | 脚本・演出：加藤光大 客演：輝山立、小山百代、上田悠介、白柏寿大 ほか                                                                   |
| ［Otona Project 第三十二弾］ 第十四回全校集会 『初等教育ロイヤル(白組)』                                                  | 東京： 2021年1月7日            | シアター1010                             | 全1公演  | 脚本・演出：加藤光大 客演：輝山立、小山百代、上田悠介、白柏寿大 ほか                                                                   |
| ［Otona Project 第三十三弾］ 第十五回全校集会 『勇者セイヤンの物語 〜ノストラダム男の大予言〜-再演-』                     | 2021年1月21日 - 24日           | オルタナティブシアター                   | 全7公演  | 脚本・演出：加藤光大 客演：太田将熙、高辻麗、髙﨑俊吾、友常勇気、川隅美慎 ほか                                                         |
| ［Otona Project 第三十四弾］ 第十二回課外授業 『コトバノコトバ』                                                          | 2021年3月17日 - 21日           | シアターサンモール                       | 全8公演  | 脚本・演出：山田裕太 客演：寶珠山駿、広瀬彩海、高辻麗 ほか                                                                             |
| ［Otona Project 第三十五弾］ 第十六回全校集会 『サイキック学園〜青春超能力バトル〜』                                      | 東京： 2021年5月12日 - 16日    | こくみん共済 coopホール／スペース・ゼロ  | 全9公演  | 脚本・演出：加藤光大 客演：高田舟、川上千尋、白沢かなえ、安齋由香里、平井雄基 ほか                                                     |
| ［Otona Project 第三十五弾］ 第十六回全校集会 『サイキック学園〜青春超能力バトル〜』                                      | 石川： 2021年5月22日 - 23日    | 石川県こまつ芸術劇場うらら               | 全4公演  | 脚本・演出：加藤光大 客演：高田舟、川上千尋、白沢かなえ、安齋由香里、平井雄基 ほか                                                     |
| ［Otona Project 第三十六弾］ 第十四回全校集会 『初等教育ロイヤル(赤組)』                                                  | 2021年7月23日 - 25日           | 京都劇場                                 | 全6公演  | 脚本・演出：加藤光大 客演：樫尾篤紀、高辻麗、西本りみ、森田桐矢、市川美織 ほか                                                         |
| ［Otona Project 第三十七弾］ -山田裕太引退記念授業- 『漢のピリオド.〜The Last Stage〜』                                   | 2021年9月16日 - 20日           | CBGKシブゲキ!!                           | 全9公演  | 脚本・演出：加藤光大 客演：小山百代、高辻麗、広沢麻衣、永野愛理、安齋由香里、広瀬彩海、川隅美慎 ほか                                   |
| ［Otona Project Special Stage］ 林千浪1人芝居-Vol.2- 『ワタシ祓イ-再演-』                                                 | 2021年11月5日 - 7日            | MsmileBOX渋谷                            | 全5公演  | 脚本・演出：加藤光大 |
| ［Otona Project 第三十八弾］ 第十三回課外授業 『ハローハローポピーポピー』                                                | 2021年12月21日 - 26日          | シアターグリーン BOX in BOX THEATER      | 全9公演  | 脚本：和久井大城／演出：林千浪 客演：山中健太、山中翔太、夏目愛海 、片山浩憲、平山笑美 ほか                                            |
| ［Otona Project 第三十九弾］ 朗読劇 『東京怪獣物語』                                                                      | 2022年4月22日 - 24日           | アトリエファンファーレ高円寺             | 全6公演  | 脚本・演出：桐山瑛裕 客演：星守紗凪、新井雄也、鶴野有紗、川口莉奈 ほか                                                                 |
| ［Otona Project 第四十弾］ 第十七回全校集会 『戦国送球〜バトルガールズ〜』                                                | 2022年5月25日 - 29日           | こくみん共済 coop ホール／スペース・ゼロ | 全8公演  | 脚本・演出：加藤光大 客演：鶴野有紗、吉武千颯、浜浦彩乃、広瀬彩海、日永麗、後藤萌咲、根岸可蓮 ほか                                     |
| ［Otona Project 第四十一弾］ 第十四回課外授業 朗読劇 『なななななな』                                                     | 2022年7月27日 - 31日           | シアターサンモール                       | 全8公演  | 脚本：和久井大城／演出：林千浪 客演：樋口裕太、小坂涼太郎、山口智広、相楽伊織、株元英彰、秋谷啓斗、須永風汰、皆木一舞、河合健太郎 ほか |
| ［Otona Project 第四十二弾］ 第十八回全校集会 『舞踏戦士オドルンZファイター』                                             | 2022年9月16日 - 19日           | 東京ドームシティ シアターGロッソ         | 全7公演  | 脚本・演出：加藤光大 客演：松本幸大、反田葉月、山田南実、日向野祥、阿部快征、二葉要、福井大輔、浜浦彩乃、八木ましろ、あわつまい        |
| ［Otona Project 第四十三弾］ 朗読劇『銀河鉄道のなかで』                                                                   | 2022年10月14日 - 16日          | アトリエファンファーレ高円寺             | 全7公演  | 脚本・演出：桐山瑛裕 客演：二葉要、山中翔太、秋谷啓斗、西垣有彩、根岸可蓮、安孫子宏輔、渡邉結衣                                        |
| ［Otona Project 第四十四弾］ 朗読劇『カラフル』                                                                           | 2022年10月26日 - 30日          | 東京ドームシティ シアターGロッソ         | 全8公演  | 脚本：桐山瑛裕／演出：加藤光大 客演：福澤侑、少年T、小林愛香、伊藤美来、諏訪ななか、長野凌大、高塚智人、今井文也、小松昌平 ほか        |
| ［Otona Project 第四十五弾］ 朗読劇『ヤドリギの妖精たち』                                                                 | 2022年12月16日 - 18日          | 新宿シアター・ミラクル                   | 全7公演  | 脚本：桐山瑛裕／演出：林千浪 客演：秋谷啓斗、新井雄也、倉丸莉子、山木透、湯本健一、山内圭輔、林鼓子、十二稜子                          |
| ［Otona Project 第四十六弾］ 第十九回全校集会 『宇宙家族ヤマダさん 〜Super saiyAの逆襲〜』                                | 2023年5月31日 - 6月4日         | こくみん共済 coop ホール／スペース・ゼロ | 全8公演  | 脚本・演出：加藤光大 客演：末吉咲子、和久井優、神志那結衣、田中健大、中村裕香里、篠原望 ほか                                           |
| ［Otona Project 第四十七弾］ 朗読劇『マッチングアプリ:アップルボム（仮）』                                                | 2023年7月26日 - 30日           | シアターサンモール                       | 全8公演  | 脚本：福緒唯／演出：加藤光大 客演：森保まどか、森田涼花、上田悠介、秋谷啓斗、宮﨑雅也、菅野真衣、日原あゆみ ほか                       |
| ［Otona Project 第四十八弾］ 第十五回課外授業 朗読劇『シアター』                                                          | 2023年9月20日 - 24日           | シアターグリーン BOX in BOX THEATER      | 全8公演  | 脚本：前田直紀/演出：加藤光大 客演：吉武千颯、村上まなつ、和久井優、春日さくら、松岡ななせ、立石凛、柏綾菜 ほか                        |
| ［Otona Project 第四十九弾］ 第十六回課外授業 『カルネアデスの感触』                                                      | 2023年10月12日 - 15日          | コフレリオ 新宿シアター                  | 全8公演  | 脚本・演出：前田直紀 客演：熊沢世莉奈、渡瀬結月、白河みずな、三島京華、廣澤誠、茶々原ゆゆ、市倉あかり ほか                             |
| ［Otona Project-Produce第五十弾］ 朗読劇『カラフル』再演                                                                  | 2023年11月15日 - 19日          | CBGKシブゲキ!!                           | 全10公演 | 脚本：桐山瑛裕/演出：加藤光大 客演：小松昌平、長野凌大、小林愛香、土屋李央、保住有哉、正木郁、深町寿成、市川蒼 ほか                    |
| ［Otona Project 第五十一弾］ 第十七回課外授業『ミキアカシ』                                                               | 2023年12月6日 - 10日           | 参宮橋トランスミッション                 | 全8公演  | 脚本：福緒唯／演出：加藤光大 客演：宮﨑想乃、小日向美香、石井萌々果、有沢澪風、立沢萌々瑚、塚本颯来、豆咲りお、古仲可奈 ほか           |
| ［Otona Project 第五十二弾］ 朗読劇『マグロ釣ってきます。 たくあん買っておいてください』                                  | 2024年１月24日 - 28日          | 参宮橋トランスミッション                 | 全10公演 | 脚本：福緒唯／演出：加藤光大 客演：林鼓子、和久井優、飯塚麻結、天麻ゆうき、十二稜子、真野美月、倉丸莉子、村上和叶 ほか                 |
| 第一回戦 舞台 『青空メロディーズ〜We are baseball girls!!〜』                                                             | 2024年2月1日 - 4日             | 大塚萬劇場                               | 全7公演  | 脚本・演出：加藤光大 客演：藤井マリー、宮城弥生、長谷川里桃、石井萌々果、細川美菜子、吉北梨乃 ほか                                     |
| おと小授業参 2月号「朗読劇イベント」                                                                                      | 2024年2月11日                  | SHIBUYA TAKE OFF 7                       | 全1公演  | 脚本：茶々原ゆゆ 客演：鳴海まい、豆咲りお、古仲可奈                                                                                    |
| ［Otona Project 第五十三弾］ 朗読劇『東京怪獣物語』再演                                                                   | 2024年3月12日 - 17日           | サンモールスタジオ                       | 全12公演 | 脚本：桐山瑛裕／演出：斧口智彦 客演：青木陽菜、天希かのん、石井萌々果、小茅楓、十二稜子、竹田海渡、塚本颯来、富沢恵莉 ほか             |
| ［Otona Project 第五十四弾］ 第二十回課外授業 朗読劇『シアター』再演                                                      | 2024年5月15日 - 26日           | シアター風姿花伝                         | 全18公演 | 脚本・演出：前田直紀 客演：佐藤舞、古仲可奈、村上まなつ、富沢恵莉、貫井柚佳、真野美月、十二稜子 ほか                                   |
| ［Otona Project 第五十五弾］ 舞台『カタバミ』-新徴組の証-                                                                 | 2024年6月19日 - 23日           | シアターサンモール                       | 全8公演  | 脚本：前田直紀／演出：川隅美慎 客演：中西智也、富田麻帆、大西桃香、前嶋曜、飯山裕太、川﨑優作、澤田拓郎 ほか                           |
| ［Otona Project 第五十六弾］ 第二十回全校集会 朗読劇『初等教育ロイヤル』                                                  | 2024年8月21日 - 25日           | こくみん共済 coop ホール／スペース・ゼロ | 全8公演  | 脚本・演出：加藤光大 客演：橋本真一、正木郁、坂倉花、八木ましろ、小坂涼太郎、濱健人、伊藤昌弘、秋谷啓斗 ほか                           |
| ［Otona Project 第五十七弾］ 舞台『シュヴァルツ・ゼルドナー』                                                             | 2024年9月19日 - 22日           | 中目黒キンケロ・シアター                 | 全7公演  | 脚本：桐山瑛裕／演出：前田直紀 客演：髙木舞優、石田みなみ、牧浦乙葵、赤坂麻凪、長野雅、黒崎澪、城崎桃華 ほか                           |
| 4i5Nぷろじぇくと 朗読劇『タツノオトシゴ』                                                                                 | 2024年10月17日 - 20日          | CBGKシブゲキ!!                           | 全7公演  | 脚本：吉岡茉祐／演出：林千浪 客演：永塚拓馬、山下誠一郎、前田誠二、豊田萌絵、南早紀、狩野翔、汐谷文康、濱健人 ほか                     |
| ［Otona Project-Produce 第五十九弾］ 朗読劇『カラフル』                                                                   | 2024年11月7日 - 10日           | CBGKシブゲキ!!                           | 全8公演  | 脚本：桐山瑛裕/演出：加藤光大 客演：柊太朗、千葉瑞己、伊駒ゆりえ、大橋彩香、礒部花凜、安里勇哉、比留間俊哉、高坂知也 ほか              |
| ［Otona Project 第六十弾］ 第二十一回全校集会『アイディール・セミナー』                                                   | 2024年12月11日 - 15日          | 新宿村LIVE                               | 全8公演  | 脚本・演出：加藤光大 客演：小林愛香、緒方佑奈、南早紀、山岸理子、飯塚麻結、結城萌子、石田みなみ、岩田陽菜 ほか                         |
| ［Otona Project 第六十一弾］ 第二十一回課外授業 『マグロ釣ってきます。 たくあん買っておいてください』                     | 2025年2月21日 - 24日           | コフレリオ 新宿シアター                  | 全8公演  | 脚本：福緒唯／演出：髙木悠慎 客演：皆木一舞、井川勇樹、鳴海まい、中﨑花音、宮﨑想乃、真宮涼、秋場ゆり、佐伯澪 ほか                     |
| ［Otona Project 第六十二弾］ 第二十二回全校集会 『アイディール・セミナー/2nd session』                                    | 2025年4月9日 - 13日            | シアターサンモール                       | 全8公演  | 脚本・演出：加藤光大 客演：小林愛香、山崎エリイ、南早紀、中村裕香里、春川芽生、渡部優衣、森下来奈 ほか                                 |
| ［Otona Project 第六十三弾］ 第二十三回全校集会 『アイディール・セミナー/Final session』                                  | 2025年6月4日 - 8日             | こくみん共済 coop ホール／スペース・ゼロ | 全8公演  | 脚本・演出：加藤光大 客演：小林愛香、緒方佑奈、結那、小泉遥香、松永あかね、山岸理子、鳴海まい、結木美咲 ほか                           |
| ［Otona Project 第六十四弾］ おと小草野球“番外試合” 舞台『草野球リバーサル〜人生逆転草野球〜』                            | 2025年8月28日 - 31日           | 武蔵野芸能劇場                           | 全7公演  | 共同脚本演出：加藤光大 / 前田直紀 客演：古川流唯、岸本舜生、大友海、成瀬遙城、森下紫温、鈴木遥太、戸塚世那、上村源 ほか                |

### 中止になった公演
| タイトル                                                          | 開催年月日           | 会場               | 公演数  | 備考                                                 |
| ----------------------------------------------------------------- | -------------------- | ------------------ | ------- | ---------------------------------------------------- |
| ［Otona Project 第三十弾］ 第三十回公演記念授業『タツノオトシゴ』 | 2020年4月15日 - 19日 | シアターサンモール | 全9公演 | 脚本・演出：吉岡茉祐 客演：河原田巧也、豊田萌絵 ほか |

### クラウドファンディング
2020年6月、コロナ禍の影響で相次いだ公演の中止による劇団存続危機を乗り越えるためクラウドファンディングが実施され、そのリターンとして専用の特別公演DVDが制作された。
| タイトル               | 備考                                                            |
| ---------------------- | --------------------------------------------------------------- |
| 舞台『ドライフラワー』 | 脚本・演出：諏訪英人 客演：太田将熙                             |
| 朗読劇『東京怪獣物語』 | 脚本・演出：諏訪英人 客演：佐藤日向、平山笑美、会沢紗弥、南早紀 |